# KS Tomori Berat
KS Tomori Berat is een Albanese voetbalclub uit de stad Berat en werd opgericht in 1923. In 1931 fuseerde de club met Muzeka Berat, in 1949 werd de naam veranderd in FK Berat en een jaar later in Puna Berat. De huidige naam werd in 1957 aangenomen. KS Tomori Berat promoveerde in 2011 naar de Kategoria Superiore, de hoogste divisie in Albanië. In 2013 degradeerde de club naar de Kategoria e Parë. Sindsdien is de club wisselend actief op het tweede en derde niveau van het land.

## Tomori in Europa
- Q = voorronde
- PUC = punten UEFA coëfficiënten

Uitslagen vanuit gezichtspunt Tomori Berat
| Seizoen | Competitie | Ronde | Land            | Club          | Totaalscore | 1e W    | 2e W    | PUC |
| ------- | ---------- | ----- | --------------- | ------------- | ----------- | ------- | ------- | --- |
| 2000/01 | UEFA Cup   | Q     | Vlag van Cyprus | APOEL Nicosia | 2-5         | 2-3 (T) | 0-2 (U) | 0.0 |

Totaal aantal punten voor UEFA coëfficiënten: 0.0
Groep A (noord): Adriatiku · Albanët · Basania · Besëlidhja · Gramshi · Luzi · Murlani · Naftëtari · Sopoti · Tërbuni · Veleçiku

Groep B (zuid): Butrinti · Delvina · Devolli · Këlcyra · Luftëtari · Maliqi · Memaliaj · Oriku · Shkumbini · Tomori · Turbina ·